# Lijst van beschermd erfgoed in Rendeux
Onderstaande tabel geeft een overzicht van de beschermde erfgoederen in de gemeente Rendeux. Het beschermd erfgoed maakt onderdeel uit van het cultureel erfgoed in België.
| Object                                       | Bouwjaar/architect | Deelgemeente | Adres | Coördinaten                   | Nummer?                | Afbeelding                                   |
| -------------------------------------------- | ------------------ | ------------ | ----- | ----------------------------- | ---------------------- | -------------------------------------------- |
| Kapel en hermitage Saint-Thibaut             |                    |              |       | 50° 12' 36" NB, 5° 31' 1" OL  | 83044-CLT-0002-01 Info | Kapel en hermitage Saint-Thibaut             |
| Kerk Saint-Martin en muur rond begraafplaats |                    |              |       | 50° 12' 53" NB, 5° 31' 41" OL | 83044-CLT-0003-01 Info | Kerk Saint-Martin en muur rond begraafplaats |